# ريتشارد نيل
ريتشارد نيل (بالإنجليزية: Richard Neill)‏ هو ممثل أمريكي، ولد في 12 نوفمبر 1875 بفيلادلفيا في الولايات المتحدة، وتوفي في 8 أبريل 1970 في الولايات المتحدة.

## وصلات خارجية
- ريتشارد نيل على موقع IMDb (الإنجليزية)
- ريتشارد نيل على موقع قاعدة بيانات برودواي على الإنترنت (الإنجليزية)
- ريتشارد نيل على موقع قاعدة بيانات برودواي على الإنترنت (الإنجليزية)
- ريتشارد نيل على موقع قاعدة بيانات برودواي على الإنترنت (الإنجليزية)
- ريتشارد نيل على موقع قاعدة بيانات الفيلم (الإنجليزية)